# The Days (Michele Bravi)
The Days è un singolo del cantante italiano Michele Bravi, pubblicato il 2 ottobre 2015 come primo estratto dell'EP I Hate Music.

## Videoclip
Il videoclip, scritto e diretto da Trilathera, è stato girato al Grand Hotel Palazzo Della Fonte a Fiuggi e pubblicato il 30 settembre 2015 sul canale YouTube del cantante.
Bravi, nelle prime scene, canta seduto su un letto matrimoniale per poi essere incuriosito da una ragazza che indossa una maschera da coniglio e un vestito bianco. Dopo aver bussato alla sua porta, Bravi cerca di raggiungerla ma questa scompare nella casa. Dopo averla trovata, proverà a metterle una mano sulla sua spalla. Il video si conclude con la scena in cui Bravi indossa la stessa maschera da coniglio indossata dalla ragazza.

## Tracce
Testi e musiche di Francesco "Katoo" Catitti, Michele Bravi, Luca Rustici.
1. The Days – 3:19